# Charles Preston
Sir Charles Preston, 5. Baronet (* ca. 1735; † 23. März 1800) war ein britischer Major, der während des Amerikanischen Unabhängigkeitskrieges in Kanada stationiert war.

## Unabhängigkeitskrieg
Siehe auch: Belagerung von Fort St. Jean

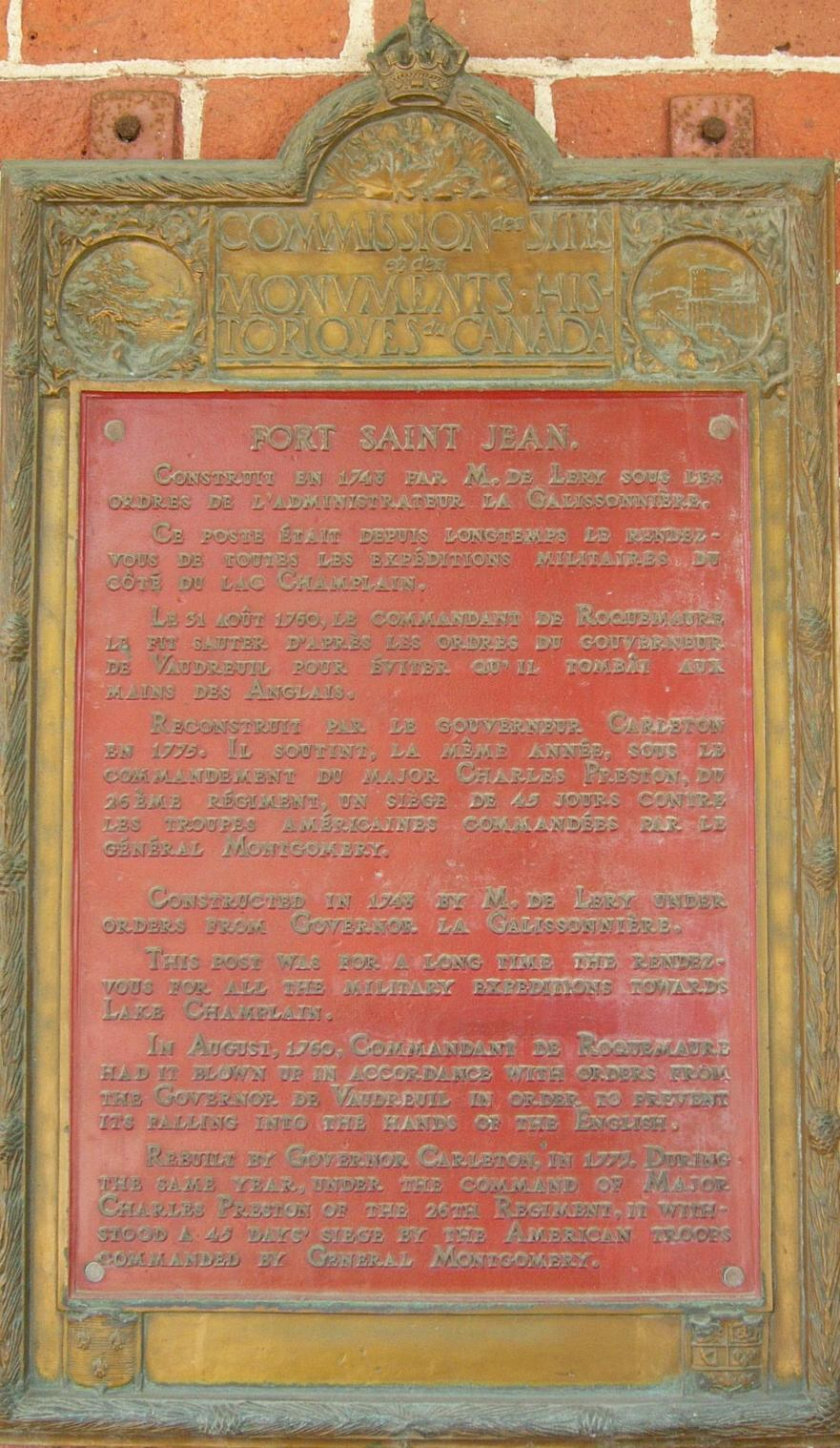
Historic plaque Fort-Saint-Jean 1926

Er erhielt von General Guy Carleton den Befehl, den amerikanischen Vormarsch auf Montreal und Quebec zu verzögern. Er befehligte 662 Mann des 26. Regiments, darunter Pioniere, Kanadier und Indianer. Sie hielten Fort St. Jean in Saint-Jean-sur-Richelieu, Quebec, im Jahr 1775, als es vom amerikanischen General Richard Montgomery belagert wurde und widerstanden mehreren Angriffen von Truppen unter dem Kommando von Montgomery und Philip Schuyler. Seine Truppen hielten das Fort zwei Monate lang in der Hoffnung auf Rettung durch Verstärkung, bevor sie am 3. November 1775 kapitulierten.

## Nach dem Krieg
Nach seiner Rückkehr nach Valleyfield in Fife im Jahr 1784 wurde er von 1774 bis 1790 Abgeordneter für den Wahlkreis des britischen Parlaments.

## Vermächtnis
Preston wird auf einer Gedenktafel für Fort Saint-Jean erwähnt, die 1926 vom Historic Sites and Monuments Board of Canada am Royal Military College Saint-Jean angebracht wurde.
„Erbaut 1743 von M. de Léry auf Befehl von Gouverneur la Galissonnière. Von diesem Stützpunkt aus wurden alle Militärexpeditionen zum Lake Champlain durchgeführt. Am 31. August 1760 ließ Kommandant de Roquemaure ihn auf Befehl von Gouverneur de Vaudreuil sprengen , um zu verhindern, dass er in die Hände der Engländer fiel. Wiederaufgebaut wurde er 1773 von Gouverneur Carleton. Im selben Jahr hielt er unter dem Kommando von Major Charles Preston vom 26. Regiment einer 45-tägigen Belagerung durch die amerikanischen Truppen unter dem Kommando von General Montgomery stand.“
| Personendaten    | Personendaten    |
| ---------------- | ---------------- |
| NAME             | Preston, Charles |
| KURZBESCHREIBUNG | britischer Major |
| GEBURTSDATUM     | um 1735          |
| STERBEDATUM      | 23. März 1800    |